# Storia della castità
Storia della castità è un saggio del 1999 della scrittrice e storica canadese Elizabeth Abbott.

## Contenuti
Con questo testo l'autrice si avvale delle proprie conoscenze di storica per un excursus della pratica della castità, temporanea o permanente, intenzionale o subita, nelle varie epoche e nelle diverse società.
Attraverso la vita di personaggi più o meno noti che l'hanno praticata, la Abbott ne illustra le motivazioni alla base, le modalità secondo le quali è stata vissuta e i suoi riflessi sulla vita degli individui e delle società ad essi coeve.

## Edizioni
- Storia della castità, trad. di Carmen Covito, Milano, Mondadori, 2008.